# Araneus kerr
Araneus kerr este o specie de păianjeni din genul Araneus, familia Araneidae, descrisă de Levi, 1981. Conform Catalogue of Life specia Araneus kerr nu are subspecii cunoscute.